# We Love You
«We Love You» —en español: «Te amamos»— es una canción de la banda inglesa The Rolling Stones, escrita por Mick Jagger y Keith Richards, siendo publicado como sencillo el 18 de agosto de 1967, junto con «Dandelion» en el lado B. La canción cuenta con la colaboración de John Lennon y Paul McCartney en los coros, aunque no están acreditados oficialmente.

## Inspiración
Escrita por Mick Jagger y Keith Richards, a raíz de la detención por tenencia de drogas, el sencillo comienza con sonidos de entrada en la cárcel y con la puerta de una celda cerrándose. El carácter draconiano de las sentencias dictadas a las dos Stones en relación con las acusaciones provocó un severo editorial por The Times en protesta. La letra de la canción aparentemente es una parodia de «All You Need Is Love» de The Beatles (que Lennon, en su famosa entrevista con la revista Rolling Stone de 1970, insistió en que lo era) .

## Grabación
La canción fue grabada durante las sesiones de Their Satanic Majesties Request en los Olympic Studios durante julio de 1967 (probablemente a finales de julio cuando Brian Jones se encontraba trabajando en el estudio).
Externamente, fue un mensaje de la banda a sus fanes, expresando su aprecio por el apoyo que recibieron por sus problemas con las drogas. Era también una ironía, una bofetada en la cara a la policía que los acosaba y los verdaderos sentimientos de los Stones, poniéndose un rostro cooperativo y amistoso mientras dentro estaban hirviendo de ira e indignación (como lo representa el mellotron surrealista de Brian Jones en el fondo).
«We Love You» es un collage psicodélico de sonidos de la cárcel, riffs de piano de Nicky Hopkins y efectos vocales retrasados en la cinta, con John Lennon y Paul McCartney en las armonías altas. El ingeniero de estudio George Chkiantz dijo que a pesar de que hay un retraso entre el golpe de la nota y el sonido que sale del Mellotron, Jones logró obtener "un fuerte golpe rítmico" para ese registro. Tanto «We Love You» como «Dandelion» son las últimas canciones producidas por el mánager de la banda Andrew Loog Oldham.
El lanzamiento original solo tenía una coda desvanecida que consistía en una sección corta y distorsionada de voces del lado B, «Dandelion».

## Lanzamiento y legado
Fue lanzado como sencillo el 18 de agosto de 1967 en el Reino Unido y el 2 de septiembre en los Estados Unidos, junto con «Dandelion» en el lado B. 
Alcanzó el número 8 en la lista de los diez más populares del Reino Unido, alcanzando, pero solo llegó al número 50 en los Estados Unidos, donde «Dandelion» (que alcanzó el número 14) fue promovido como lado A.
El sencillo fue incluido en la versión británica de Through the Past, Darkly (Big Hits Vol. 2) (1969), aunque el lado B «Dandelion» está presente en ambas versiones), y no aparecen en la versión actual de ese álbum. Sin embargo, fue lanzado en algunas compilaciones subsecuentes: More Hot Rocks (1972), Rolled Gold: The Very Best of Rolling Stones (1975),Singles Collection: The London Years (1989) y en las ediciones de 50 y 80 canciones de GRRR! (2012).
Los Stones nunca han interpretado «We Love You» en vivo.

## Vídeo proporcional
Se hizo un video promocional para este sencillo, donde se revive el juicio por indecencia a Oscar Wilde en 1895, asociándolo con los recientes problemas judiciales de la banda. En el video aparecen Mick Jagger, Keith Richards y Marianne Faithfull, que realizan los papeles de Wilde, el Marqués de Queensberry y Lord Alfred Douglas respectivamente. El guitarrista Brian Jones aparece en el video bajo los efectos de las drogas.

## Personal
Acreditados:
- Mick Jagger: voz, palmas, efectos de sonido, coros
- Keith Richards: coros, guitarra eléctrica
- Brian Jones: melotrón, piano
- Bill Wyman: bajo
- Charlie Watts: batería
- Nicky Hopkins: piano
- John Lennon: coros, pandereta, palmas
- Paul McCartney: coros, maracas, palmas

## Posicionamiento en las listas
| Listas (1967)                         | Mejor posición |
| ------------------------------------- | -------------- |
| Alemania (Offizielle Deutsche Charts) | 2              |
| Austria (Ö3 Austria Top 40)           | 5              |
| Bélgica (Flandes) (Ultratop 50)       | 14             |
| Estados Unidos (Billboard Hot 100)    | 50             |
| Irlanda (IRMA)                        | 14             |
| Noruega (VG-lista)                    | 9              |
| Reino Unido (UK Singles Chart)        | 8              |

## Versiones de otros artistas
Han realizado convers de las canciones músicos como Ryuichi Sakamoto, Gregorian, Cock Sparrer, NUDITY y Furthur. «We Love You» también fue muestreada por el artista británico Jimmy Rotten de EDM en la canción «Love You Like a Rolling Stone».